# Jauken
Die Jauken sind ein schroffes, längliches Bergmassiv der Gailtaler Alpen im Westen von Kärnten mit fünf Gipfeln zwischen 2110 m ü. A. und 2276 m ü. A. (Torkofel).
Der 8 bis 10 km breite Kalkstock ist Teil einer Ost-West verlaufenden Gebirgskette zwischen dem Drautal im Norden und dem Gailtal im Süden. Er steht genau in der Mitte zwischen den beiden gleichnamigen Ortschaften Dellach im Drau- bzw. Gailtal, die 10 km Luftlinie voneinander entfernt sind. Ähnliche Ausmaße wie die Jauken hat der östlich angrenzende Reißkofel (2371 m), doch sind die beiden Kalkklötze durch den Jaukensattel (1613 m) und die nach Norden entwässernde Ochsenschlucht voneinander getrennt.
Am Bergkamm reihen sich 5 Gipfel aneinander: von West nach Ost Jaukenhöhe (2234 m und 2110 m), Torkofel (2276 m) mit dem Gipfelkreuz, Mitterkofel (2247 m) und Spitzkofel (2223 m). Nach Osten stürzt das Massiv zum Jaukensattel ab, während es sich nach Westen langsamer senkt und in Form bewaldeten Höhen von 1600 bis 1900 m Höhe zum Gailbergsattel (981 m) ausläuft.
Namensgebend ist die relativ gleichmäßig geneigte Südflanke der Jauken mit der Jaukenalm (1900 m), über die man vom Gailtal zum höchsten Gipfel, dem Torkofel gelangt. Jauk ist der österreichische Ausdruck für den von Süden (slowenisch Jug) blasenden Alpenföhn. Ober der Ortschaft Dellach liegt das Hochplateau Gurina, das seit der Jungsteinzeit besiedelt ist. Die Nordflanke ist hingegen stark gegliedert und mit Felsspornen durchsetzt, und vom Kar des Torkofels zieht eine 3 km lange Blockhalde durch den Gießgraben ins Drautal Richtung Dellach.
Im weiteren Verlauf des Gebirgsmassivs schließt nach Osten (jenseits des Jaukensattels) der schroffe Reißkofel (2371 m) an, der Hausberg des Urlaubsgebiets um den Weißensee.